# Аддамс, Дженни
Дженни Мари Беатрис Аддамс (Jenny Marie Beatrice Addams, 15 февраля 1909 — ?) — бельгийская фехтовальщица, чемпионка мира.
Родилась в 1909 году в Брюсселе. В 1928 году на Олимпийских играх в Амстердаме стала 6-й в фехтовании на рапирах. На Международном первенстве по фехтованию 1930 года завоевала золотую медаль. В 1932 году на Олимпийских играх в Лос-Анджелесе заняла 4-е место. В 1935 году вновь завоевала бронзовую медаль Международного первенства по фехтованию. В 1936 году стала 6-й на Олимпийских играх в Берлине.
В 1937 году Международная федерация фехтования признала все проходившие ранее Международные первенства по фехтованию чемпионатами мира.
В 1938 году Дженни Аддамс стала бронзовой призёркой чемпионата мира.
После Второй мировой войны Дженни Аддамс в 1948 году приняла участие в  Олимпийских играх в Лондоне, но и там не завоевала медалей.